# 酸化物
酸化物（さんかぶつ、英語: oxide）は、酸素とそれより電気陰性度が小さい元素からなる化合物である。酸化物中の酸素原子の酸化数は−2である。酸素は、ほとんどすべての元素と酸化物を生成する。貴ガスについては、ヘリウム (He)、ネオン (Ne) そしてアルゴン (Ar) の酸化物はいまだ知られていないが、キセノン (Xe) の酸化物（三酸化キセノン）は知られている。一部の金属の酸化物やケイ素の酸化物（ケイ酸塩）などはセラミックスとも呼ばれる。

## 性質
典型元素の酸化物は、周期表の族に特有の性質を示す（詳細は下に示す各元素族酸化物の項に詳しい）。
典型元素
- 第1族元素酸化物の性質 - 1H, 3Li, 11Na, 19K, 37Rb, 55Cs, 87Fr
- 第2族元素酸化物の性質 - 4Be, 12Mg, 20Ca, 38Sr, 56Ba, 88Ra
- 第13族元素酸化物の性質 - 5B, 13Al, 31Ga, 49In, 81Tl
- 第14族元素酸化物の性質 - 6C, 14Si, 32Ge, 50Sn, 82Pb
- 第15族元素酸化物の性質 - 7N, 15P, 33As, 51Sb, 83Bi
- 第16族元素酸化物の性質 - 16S, 34Se, 52Te, 84Po
- 第17族元素酸化物の性質 - 9F, 17Cl, 35Br, 53I, 85At
- 第18族元素酸化物の性質 - 36Kr、54Xe

## 種類
酸化物はブレンステッド酸ないしはブレンステッド塩基としての性質を示す。酸としての性質のみを示すものを酸性酸化物、塩基としての性質のみを示すものを塩基性酸化物、そして酸としても塩基としても反応するものを両性酸化物と呼ぶ。（水 H2O や一酸化窒素 NO などは酸性も塩基性も示さないため、中性酸化物と呼ばれることがある。）金属元素の酸化物は塩基性酸化物、非金属元素の酸化物は酸性酸化物、その中間の元素の酸化物は両性酸化物となることが多い。両性酸化物として、ここではアルミニウムの例を示す。
{\displaystyle {\ce {Al2O3\ + 3H2O\ + 2OH^- -> 2[Al(OH)4]^-}}} （酸として反応）
{\displaystyle {\ce {Al2O3\ + 6H^+ -> 2Al^{3+}\ + 3H2O}}} （塩基として反応）
金属酸化物の物性は多様であり、身近な製品で酸化物を含まないものを見つけるほうが困難なほどである。
電気的特性を例に取ってみても、絶縁体、金属と同程度の導電率を有する電子伝導体、イオン伝導体、超伝導体（高温超伝導）、熱電変換素子、強誘電体、強磁性体など、その物性と用途は多岐にわたる。具体的には、二酸化ケイ素 SiO2 は絶縁体として半導体素子の基礎であるトランジスタに用いられ、イットリウム・バリウム・銅の酸化物は代表的な高温超伝導体であるイットリウム系超伝導体であり、コバルト酸化物は有望な熱電変換材料と考えられている。

## 酸化鉱物
鉱物学において、金属元素が酸素と結合している鉱物を酸化鉱物（さんかこうぶつ、英: oxide mineral）という。石英 (SiO2)、磁鉄鉱 (Fe2+Fe3+2O4)、コランダム (Al2O3)などがある。